# MC Shan

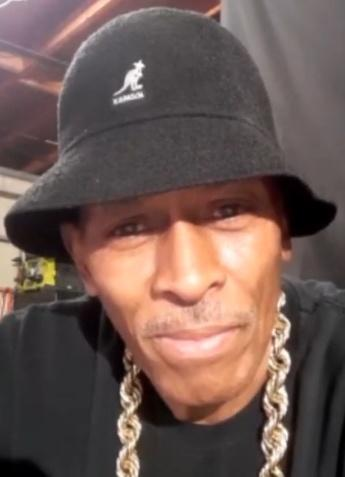
MC Shan, 2021

MC Shan (bürgerlich Shawn Moltke; * 6. September 1965 in Long Island City, Queens, New York City, New York) ist ein US-amerikanischer Rapper und Musikproduzent. Er war Mitglied der Juice Crew und ist der Cousin von Marley Marl. Er ist dem Genre Old School zuzuordnen.

## Werdegang
Als Cousin von Marley Marl ergab sich für Moltke die Gelegenheit als MC Shan Teil der Juice Crew zu werden. Diese ergriff er und veröffentlichte im Anschluss daran mehrere Singles. Darunter das heutige als Klassiker geltende The Bridge, das als Startpunkt des Beefs zwischen Boogie Down Productions und der Juice Crew zu sehen ist.
Im Jahr 1987 erschien dann sein Debütalbum Down By Law. Es wurde ebenso wie der im darauf folgenden Jahr veröffentlichte Nachfolger Born To Be Wild komplett von Marley Marl produziert. Dies änderte er für sein nächstes Album, Play It Again, Shan, für das er mit einem neuen Produzenten arbeitete.
1992 produzierte er den Hit Informer des kanadischen Reggae-Toasters Snow, auf dem er selbst mit einer Rapstrophe vertreten ist.
Anschließend war erst 2000 auf einem Remake von The Bridge (Da Bridge 2001) wieder als Rapper zu hören. Es erschien auf Queensbridge’s Finest, ein Album, das von Nas veröffentlicht wurde.

## Diskografie

### Alben
- 1987: Down By Law
- 1988: Born To Be Wild
- 1990: Play It Again, Shan
- 2007: You Love To Hear The Story

### Kompilationen
- 2001: The Best Of Cold Chillin’